# جانسو توسون
جانسو توسون (ترکی استانبولی: Cansu Tosun) (زاده ۲۶ ژانویه ۱۹۸۸ در نورنبرگ) بازیگر اهل ترکیه است.
جانسو توسون در ۲۶ ژانویه در سال ۱۹۸۸ در شهر نورنبرگ آلمان زاده شده است. او مدت ها مشغول فعالیت در رقص باله بود و سپس به کلاس های آموزش مدلینگ رفت. وی در سال ۲۰۱۱ به صورت حرفه ای فعالیت بازیگری خود را آغاز کرد و در سریال هایی همچون زیر پوست شهر ، سریال Little Lady ، سریال Today’s SarayLi و سریال کاخ نشینان امروز به ایفای نقش پرداخته است.

## خانواده و تحصیلات
پدر و مادر جانسو اصالتاً اهل شهر کایسری هستند. زمانیکه مادر جانسو ۱۶ سال و پدرش ٢٢ سال داشت به نورنبرگ مهاجرت کرده‌اند. پدر جانسو مدیر یکی از ادارات پست نورنبرگ بوده و مادرش در تحریریه مجله کار می‌کند. جانسو یک برادر دوقلو بنام فیرات دارد. این بازیگر توانای ترک، در اپرای نورنبرگ، ۱٣ سال به یادگیری درس های باله پرداخته و پس از دوره‌ی دبیرستان به رقص جاز و هیپ هاپ روی آورده است.
جانسو از ۴ سالگی به عنوان فوتومدل برای مارک  های آلمانی کار کرده و مدل مارک های معروف شده است. او در دبیرستان، رشته ی تجارت خوانده و پس از اینکه در آلمان با یک مدیر برنامه بنام شبنم اوزبرک آشنا شده، به استانبول مهاجرت کرده است.

## آغاز کار بازیگری
جانسو پس از آمدن به استانبول در مدرسه ی Mota.3 Okulu، درس های بازیگری را از امید چلیک یاد گرفت و در حین اینکه به عنوان یک فوتومدلینگ حرفه ای فعال میکرد، وارد کادر سریال Küçük Hanımefendi شد. جانسو در سال ٢۰۱٣ در کنار بازیگرانی همچون نازان کسال، و سرهات تئومن به هنرنمایی در سریال کاخ نشینان پرداخت. او در سال ٢۰۱۴ در فیلم سینمایی اولین راز: راز پدربزرگم حاضر شد و درکنار کرم جم به بازی پرداخت. آخرین بازی جانسو توسون مربوط به فیلم سینمایی Anna در سال ٢۰۱٩ است.

## ازدواج
جانسو در ۱۲ اکتبر ۲۰۱۷ با بازیگر ترک ارکان کولچاک کوستندیل نامزد کرد و در ۱۱ آگوست ۲۰۱۸ با وی ازدواج کرد و اولین فرزند آن‌ها در ژوئیه ۲۰۲۰ زاده شد.